# David Blanco Rodríguez
David Blanco Rodríguez (Berna, 3 de març de 1975) és un ciclista gallec, nascut a Suïssa però crescut a Galícia. Fou professional des del 2000 i fins al 2012.
Va debutar com a professional en diferents equips portuguesos fins que l'any 2004 va fitxar pel Comunidad Valenciana. El 2007 va tornar a Portugal que era el lloc on va aconseguir els seus principals èxits esportius: cinc Voltes a Portugal i una Volta a l'Alentejo entre d'altres.
El 2006 es va veure implicat en l'Operació Port, sent identificat per la Guàrdia Civil com a client de la xarxa de dopatge liderada per Eufemiano Fuentes amb el nom en clau Blanco. David Blanco no fou sancionat per la Justícia espanyola en no ser el dopatge un delicte a Espanya en aquell moment, i tampoc va rebre cap sanció en negar-se el jutge instructor del cas a facilitar als organismes esportius internacionals (AMA, UCI) les proves que demostrarien la seva implicació com a client de la xarxa de dopatge.

## Palmarès
- 2003
  - Vencedor d'una etapa del Gran Premi International CTT Correios de Portugal
- 2006
  - 1r a la Volta a Portugal i vencedor de 2 etapes
- 2007
  - 1r al Gran Premi Paredes Rota dos Móveis i vencedor d'una etapa
- 2008
  - 1r a la Volta a Portugal
- 2009
  - 1r a la Volta a Portugal i vencedor de 2 etapes[2]
- 2010
  - 1r a la Volta a Portugal i vencedor de 2 etapes
  - 1r a la Volta a l'Alentejo i vencedor d'una etapa
- 2012
  - 1r a la Volta a Portugal i vencedor d'una etapa

### Resultats a la Volta a Espanya
- 2004. 10è de la classificació general
- 2005. 13è de la classificació general
- 2011. 47è de la classificació general

### Resultats al Giro d'Itàlia
- 2011. 66è de la classificació general